# Лириопа
Лириопа је у грчкој митологији била нимфа.

## Митологија
Била је Најада из Фокиде. Њу је волео речни бог Кефис и како је наводио Овидије у „Метаморфозама“, са њим је имала сина Нарциса. Њено име и значи „лице нарциса“, а реч leirion је било друго име старих Грка за ову биљку, али изгледа другу врсту. Била је поистовећена са Лилејом, која је била Најада са извора реке Кефиса.

## Биологија
Латинско име ове личности (Liriope) је назив рода у оквиру групе биљака, али који не припада истој породици којој припада и нарцис. Ово је и назив рода животиња из класе хидрозоа.